# 托里特
托里特（英語：Torit）是南蘇丹共和國的都市，东赤道州的首府，位在南蘇丹南部。人口約2萬（2004年）。